# Синьяльское сельское поселение
Синья́льское се́льское поселе́ние (чув. Ҫӗньял ял тӑрӑхӗ) — муниципальное образование в составе Чебоксарского района Чувашской Республики. Административный центр — село Синьялы. На территории поселения находятся 17 населённых пунктов — 3 села и 14 деревень (без учёта дачных территорий).
Главой поселения является Михайлов Андрей Николаевич.

## Географические данные
Северная граница проходит по р. Кукшум до подъездной дороги к насосной станции производственного объединения «Чебоксарский завод промышленных тракторов», включает в границы территорию производственного объединения «Чебоксар-ский завод промышленных тракторов», подстанцию. Восточный поселок с коллектив-ными огородными товариществами «Восточный» и «Текстильмаш» и чересполосные земельные участки сельскохозяйственного производственного кооператива им. И. Г. Кадыкова у д. Гремячево и выходит на фарватер Чебоксарского водохранилища, по-прежнему проходя по западной границе сельскохозяйственного производственного кооператива им. И. Г. Кадыкова. Далее по фарватеру Чебоксарского водохранилища до восточной границы.
Восточная граница от плотины Чебоксарской гидроэлектростанции проходит 1586, 8 м на северо-запад, далее в юго-западном направлении по северной стороне дамбы идет 548,5 м, затем в этом же направлении — 637,4. Далее в северо-восточном направлении по северной границе Опытного лесхоза Чебоксарского муниципального района и южной границе садоводческого товарищества «Родники» муниципального образования г. Новочебоксарск, затем в юго-восточном направлении 387,7 м по за-падной границе дороги на санаторий «Надежда» и проходит по восточной границе по границе между кв. 54 и 53 Опытного лесхоза со стороны муниципального образования г. Новочебоксарск.
Далее в юго-западном направлении 321,7 м, в юго-восточном направлении 89,4 м, затем в юго-западном направлении вдоль дороги на санаторий «Надежда» 91,8 м. Далее граница проходит на юго-запад 1253,4 м по юго-восточной границе сель-скохозяйственного производственного кооператива им. Кадыкова и северной границе государственного предприятия «Чувашавтодор», затем протяженностью 1517,4 м идет в юго-восточном направлении по северо-западной границе сельскохозяйственно-го производственного кооператива им. Кадыкова, граничащего с юго-западной грани-цей государственного предприятия «Чувашавтодор». Затем в юго-западном направле-нии протяженностью 471,1 м граница проходит по восточной границе СХПК им. Ка-дыкова и западной границе жилого микрорайона муниципального образования г. Новочебоксарск, затем в юго-восточном направлении граница проходит жилые микро-районы № 6 и № 7 муниципального образования г. Новочебоксарска, граничащих с границей земель сельского поселения Чебоксарского муниципального района и идет на протяжении 1927,7 м по южной стороне гаражных кооперативов «Текстильщик 1,2,3», далее в юго-западном направлении 77,7 м, 332,8 м в северо-западном и юго-западном направлении на протяжении 349,5 м проходит по восточной границе сельской администрации, граничащей с западной границей пивоваренного завода «Булгар-хмель». Далее в северо-восточном направлении протяженностью 1503,4 м граница проходит по северной границе закрытого акционерного общества "Агрофирма «Ольдеевская» Чебоксарского муниципального района и по южной границе городских земель.
Южная граница доходит до коллективного сада «Ягодка», проходит между землями коллективных садов «Ягодка» и «Заря», оставляя коллективный сад «Заря» на территории Атлашевского сельского поселения до р. Кукшум, идет по р. Кукшум, у коллективного сада «Заречный» переходит на другую сторону р. Кукшум в северо-западном направлении, тянется до коллективного сада «Строитель», оставляя коллек-тивный сад «Заречный» на территории Атлашевского сельского поселения, а «Строитель» на территории Синьяльского сельского поселения, поворачивает на запад и между землями сельскохозяйственного производственного кооператива им. Кадыкова и коллективными садами «Ольдеевский», «Надежда», «Кукшум», которые входят на территорию Атлашевского сельского поселения идет до леса Курмары, проходит по безымянному оврагу до меленькой речушки, в юго-западном направлении проходит по речке, далее пересекает дорогу «Вятка», проходит по смежеству границ сельскохозяйственного производственного кооператива им. Кадыкова и республиканского госу-дарственного унитарного предприятия «Гвардеец» до восточной стороны полосы отвода автомобильной дороги «Чебоксары-Канаш».
Западная граница проходит по восточной стороне полосы отвода автомобильной дороги «Чебоксары — Канаш» до переезда через ручей и далее по ручью между пос. Альгешево и с. Альгешево до д. Ягудары с включением коллективных садоводче-ских товариществ «Ивушка», «Мичуринец» проходя по границе сельскохозяйственно-го производственного кооператива им. Кадыкова. Вдоль западной стороны д. Ягудары граница проходит до восточной границы кв. 62 Волжского лесничества Опытного лесхоза, далее вдоль северной стороны автомобильной дороги «Чебоксары-Синьялы», по границе земель Чебоксарского аэропорта, включая территории коллективного садоводческого товарищества «Авиатор», автодрома, кв. 58, 59 Волжского лесничества Опытного лесхоза и выходит к р. Кукшум, продолжая проходить по границе земель сельскохозяйственного производственного кооператива им. И. Г. Кадыкова.
Границы чересполосного участка
От узловой точки № 46, в северной части муниципального образования г. Чебоксары, граница проходит в западном направлении по южной границе лесных кварталов 45, 44 Акшкюльского лесничества Чебоксарского лесхоза, расположенных в Чебоксарском муниципальном районе и северной стороне полосы отвода автомобиль-ной дороги государственного предприятия «Чувашавтодор». Затем граница проходит по южной стороне лесных кварталов 43, 42, 37, 36 Акшкюльского лесничества Чебоксарского лесхоза, расположенных в Чебоксарском муниципальном районе, гранича-щим, соответственно, с северными границами лесных кварталов 51, 50 этого лесничества и государственного унитарного предприятия «Заволжскторф». Далее, по южной границе лесных кварталов 58, 57, 56, 55, 54 и 53, западной границе лесных кварталов 53, 46, 38, северной границе лесных кварталов 38 и 39 Сосновского лесничества Че-боксарского лесхоза, расположенных в Чебоксарском муниципальном районе, граничащих с полосой отвода автомобильной дороги Сосновка — Северный. Граница огибает пос. Пролетарский, севернее и далее восточнее полосы отвода автомобильной дороги доходит до пос. Северный, при этом со стороны Чебоксарского муниципального района она проходит, соответственно, по границам лесных кварталов 30, 29, 22,15, 8,1 Сосновского лесничества Чебоксарского лесхоза, 62, 48, 34, 33, 47, 60, 61 Северного лесничества Чебоксарского лесхоза.
Далее в северо-восточном направлении по кварталам 48, 34, 20, 21 Северного лесничества Чебоксарского лесхоза по восточной границе полосы отвода автомобильной дороги, затем в восточном направлении по северной границе 22 квартала Северного лесничества Чебоксарского лесхоза и, поворачивая на север, граница проходит по западной стороне кварталов 9, 1, поворачивает на восток и проходит по северным границам кварталов 1, 2, 3, 4, 5, 6, 7, 8, поворачивает на юг и проходит по восточным границам кварталов 8, 16, 30, 44, 57 Северного лесничества Чебоксарского лесхоза, кварталов 3, 6, 9,12,15 Акшкюльского лесничества Чебоксарского лесхоза, поворачи-вает на восток и проходит по северным границам кварталов 19, 20, 21 того же лесничества, поворачивает на юг и выходит на узловую точку № 46, проходя при этом по восточным границам кварталов 21, 28, 35, 41 этого же лесничества.

## Организации
На территории поселения расположено 20 предприятий производственной и непроизводственной сферы:
- МОУ „Синьяльская СОШ“;
- МОУ „Чемуршинская СОШ“;
- ООО „Квинта“;
- ООО „Лессервис“;
- ООО» Компания «Ваши Окна»;
- Отделение общей врачебной практики Чебоксарской Центральной районной больницы;
- Пихтулинская модельная библиотека;
- Синьяльская модельная библиотека;
- Синьяльский дом творчества;
- Синьяльский магазин;
- СХПК им. И. Г. Кадыкова;
- Типсирминский магазин;
- Чебоксарское отделение Сбербанка России № 4472 ;
- Чемуршинский Дом творчества;
- Чемуршинский магазин;
- Шерстечесальный цех;
- Юраковская библиотека;
- Юраковский ФАП;
- Янашкасинский магазин;
- Янашкасинский сельский клуб;
- Чемуршинский Дом ветеранов.

## Бюджет
Бюджет Синьяльского сельского поселения на 2006 год по расходам в сумме 4216,1 тыс. рублей, по доходам — 4216,1тыс. рублей, в том числе собственные доходы 4084,1 тыс. рублей, из них безвозмездные перечисления из республиканского бюджета 2632,7 тыс. рублей (в том числе: дотация из районного фонда финансовой поддержки поселений — 2632,7 тыс. рублей).

## Населённые пункты
На территории поселения находятся следующие населённые пункты:
| Название        | Тип населённого пункта       | Население (2012 год) |
| --------------- | ---------------------------- | -------------------- |
| Синьялы         | Село, административный центр | 1549                 |
| Альгешево       | Село                         | 465                  |
| Аркасы          | Деревня                      | 143                  |
| Арманкасы       | Деревня                      | 76                   |
| Ильбеши         | Деревня                      | 296                  |
| Малое Шахчурино | Деревня                      | 114                  |
| Мошкасы         | Деревня                      | 173                  |
| Пихтулино       | Деревня                      | 286                  |
| Типсирма        | Деревня                      | 226                  |
| Устакасы        | Деревня                      | 94                   |
| Чемурша         | Село                         | 339                  |
| Чиршкасы        | Деревня                      | 97                   |
| Шанары          | Деревня                      | 115                  |
| Юраково         | Деревня                      | 212                  |
| Ягудары         | Деревня                      | 116                  |
| Янашкасы        | Деревня                      | 379                  |
| Яндово          | Деревня                      | 192                  |